# Берегове Дору

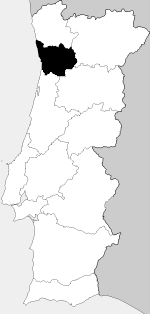
Дору-Літорал

Берегове́ До́ру (порт. Douro Litoral) — історична провінція Португалії, центр — місто Порту. Провінція проіснувала до 1976.  Узбережжя входить в туристичну зону Costa Verde.

## Муніципалітети
Муніципалітети, що входили до складу Берегового Дору в 1936—1979 роках:
Округ Авейру (4 з 19) 
1. Арока
2. Ешпіню
3. Каштелу-де-Пайва
4. Санта-Марія-да-Фейра

Округ Порту (всі 18) 
1. Амаранте
2. Байан
3. Валонгу
4. Віла-ду-Конде
5. Віла-Нова-де-Гая
6. Гондомар
7. Лозада
8. Мая
9. Марку-де-Канавезеш
10. Матозінюш
11. Санту-Тірсу
12. Паредеш
13. Пасуш-де-Феррейра
14. Пенафієл
15. Повуа-де-Варзін
16. Порту
17. Трофа
18. Фелгейраш

Округ Візеу (2 з 24) 
1. Резенде
2. Сінфайнш